# La Rivière-Drugeon
 La Rivière-Drugeon  es una comuna y población de Francia, en la región de Franco Condado, departamento de Doubs, en el distrito y cantón de Pontarlier.
Su población en el censo de 1999 era de 645 habitantes.
Está integrada en la Communauté de communes du Plateau de Frasne et du Val de Drugeon .

## Demografía
| 553 | 554 | 466 | 520 | 635 | 645 |
| Para los censos de 1962 a 1999 la población legal corresponde a la población sin duplicidades (Fuente: INSEE [Consultar]) |     |     |     |     |     |